# Croix de guerre 1918 (Tchécoslovaquie)
Pour les articles homonymes, voir Croix de guerre.
La croix de guerre 1918 était une décoration militaire décernée par la Tchécoslovaquie aux militaires ayant servi avec bravoure durant la Première Guerre mondiale.

## Création
Elle fut créée le 7 novembre 1918, pour les citoyens tchécoslovaques, puis par extension pour les citoyens allemands et austro-hongrois ayant servi dans les forces armées tchécoslovaques durant la Première Guerre mondiale, durant les conflits frontaliers avec la Pologne ou la Hongrie.
Elle fut occasionnellement décernée aux militaires Alliés qui ont eu un rôle durant le conflit et qui ont participé à la formation de l'état tchécoslovaque.
Elle fut aussi décernée à la ville de Belgrade le 8 octobre 1925.